# Мёртвый эсэсовец в канале

Ли Миллер. «Мёртвый эсэсовец в канале». Желатино-серебряная печать (15,9 × 15,2 см), фото, апрель 1945

«Мёртвый эсэсовец в канале», «Мёртвый охранник-эсэсовец в воде канала», «Мёртвый охранник-эсэсовец в канале» (англ. Dead SS Prison Guard Floating in Canal, Dachau, Germany) — чёрно-белая фотография американской военной корреспондентки Ли Миллер, созданная в апреле 1945 года недалеко от концлагеря Дахау.

## Об авторе
Во время Второй мировой войны бывшая модель и художница-сюрреалистка стала военным корреспондентом издательского дома Condé Nast, работая на журнал Vogue. В частности, она снимала освобождение лагерей Дахау и Бухенвальд. Позже многие из её фотографий были включены её сыном Энтони Пенроузом в книгу «Война Ли Миллер» (Lee Miller’s War). Стилистика её военных работ отличалась от других коллег, зачастую снимавших в документальном, обличительном, драматичном, пафосном ключе. Для неё же была более характерна работа в «слегка отстранённой, порою чуть ироничной манере». Её снимки отмечены чувством внешней «безмятежности», продуманными композиционными решениями, однако также вызывающими шок у зрителя, как у более традиционных военных фотокорреспондентов.

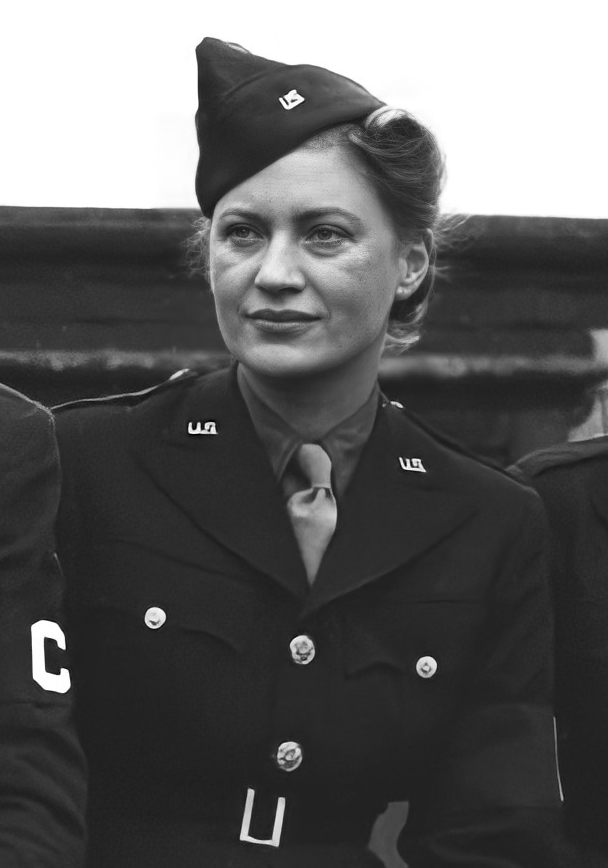
Ли Миллер. 1944 (фото Дейвида Шермана)

## Фотография
По поводу своего участия в 1945 году в съёмках в Дахау она говорила, что они оставили неизгладимые впечатление на всю жизнь: «Смрад Дахау остался в моих ноздрях навсегда». Также она вспоминала, что при посещении концлагерей её спутников сразу поразило отсутствие птиц и животных, что было расценено как плохой знак. После этого они неожиданно нашли тела убитых эсэсовцев, которых «забили до смерти или задушили» (см. Бойня в Дахау). На её фотографии мёртвый охранник лагеря, умерший насильственной смертью, одет в эсэсовскую кожаную куртку; он погружён в воду левым боком и медленно плывёт по течению. Съёмка произведена с верхней точки, под необычным углом, что можно объяснить тем, что Миллер сделала её с единственно возможного места. Кроме того, искусствовед Кэрол Кинг предположила, что возможно автор хотела донести следующую мысль до зрителя: «не всё в реальности обстоит так, как нам кажется». Солнечный свет отражается в воде, что, видимо, входило в замысел. Нижняя половина трупа не попала в кадр, передняя часть торса скрыта тёмной водой. На нём ещё отсутствуют признаки гниения, что свидетельствует о недавней смерти. Вода спокойна, вдоль берега канала растёт зелень. Если бы не мертвец, это была бы совсем другая картина. По мнению авторов издания «Фотография. Всемирная история» эта фотография вызывает чувства, связанные с «человеколюбием и бесчеловечностью». «Враг» находится в необычном образе: убитого кого-то близкого, любимого. Впечатления зрителя усиливает двойственность изображения: молодость убитого и чувство «умиротворённости» сцены. Историк фотографии Вэл Уильямс отмечал, что фотографии свойственна особая «мрачная красота смерти», находящаяся в противоречии с идиллической картиной природы. При анализе фотографии он пришёл к следующим выводам:
И мы понимаем — перед нами символ загрязнения европейского сознания, воплощением которого стали нацистские концлагеря. Наткнувшись на труп случайно, Миллер постаралась как можно более продуманно выстроить композицию. Она снимала под углом, подчёркивая параллельные линии руки и берега канала и обращая внимание на блики солнца на водной ряби. Такие детали усиливают общее впечатление и превращают снимок в великолепное изображение безобразной сцены.
Кэрол Кинг отмечала, что на изображении, где труп мужчины «умиротворённо» взирает на свою «водяную могилу», не всё однозначно, а автор представляет своеобразную «игру» с ощущениями зрителя. Как бы то ни было, совершенно необходимо учитывать исторический контекст создания фотографии, на которой представлен убитый, имеющий отношение к Холокосту. Это нашло отражение в негодовании Миллер, её «отвращении»: «Она сфотографировала несколько охранников, убитых солдатами или заключёнными, что можно было приравнять к мести или справедливой каре».